# Augusto Marcaletti
Augusto Marcaletti (Ternate, 2 agosto 1934 – giugno 2023) è stato un ciclista su strada italiano, professionista dal 1961 al 1963.

## Carriera
Nato nel 1934 a Ternate, in provincia di Varese, inizia a praticare il ciclismo a livello agonistico a 18 anni. Da dilettante vince il G.P. Coperte di Somma nel 1960 con la S.C. Binda.
Nel 1961, a 27 anni, passa professionista con la Fides, passando poi alla Ignis; in stagione partecipa alla Milano-Sanremo, arrivando 93º, e al Giro d'Italia, piazzandosi 92º e ultimo in classifica generale. Sempre nel 1961 ottiene le sue due uniche vittorie da professionista: una tappa alla Volta a Portugal (dove si piazza secondo in classifica generale) e il G.P. Orte, ottava prova del Trofeo Cougnet. Nel 1962 prende invece parte al Tour de France, concludendo come lanterne rouge, al 94º e ultimo posto tra i ciclisti capaci di terminare la corsa: questo lo rende l'unico ciclista della storia ad aver ottenuto un ultimo posto in classifica generale nei due principali Grandi Giri (Giro d'Italia e Tour de France).
Passato alla Cynar nel 1963, partecipa di nuovo al Giro d'Italia, terminando 71º, prima di chiudere la carriera a fine stagione, a 29 anni.

## Palmarès
- 1960 (dilettanti)

G.P. Coperte di Somma
- 1961 (Ignis, due vittorie)

12ª tappa Volta a Portugal (Guarda > Chaves)
G.P. Orte (8ª prova Trofeo Cougnet)

## Piazzamenti

### Grandi Giri
- Giro d'Italia

1961: 92º
1963: 71º
- Tour de France

1962: 94º

### Classiche monumento
- Milano-Sanremo

1961: 93º